# 青海 (江東區)
青海（日语：／ Aomi */?）是東京都江東區的地名。設一丁目至四丁目。2013年（平成25年）8月1日為止的人口有877人。郵遞區號為135-0064。

## 地理
青海位於東京灣第13號掩埋場（東京湾埋立地13号地，是一系列在東京灣內利用棄土與垃圾的堆埋填海造陸的工程計畫），為東京臨海副都心一部分，位於副都心南部，與富士電視台等所在的港區台場之間以首都高速灣岸線為界。除此之外，青海也在東側周界與品川區東八潮臨接。範圍內的青海一丁目主要為休閒設施與停車場用地，二丁目至四丁目則是辦公大樓、公園與倉庫林立。

## 歷史
1983年（昭和58年）1月1日成立青海。2009年11月1日實施住居表示，舊二丁目分為二～四丁目。

### 地名由來
作為未來臨海地區的代表地區而命名，含有清爽、優越的意思。

### 町名變遷
| 實施後     | 實施年月日    | 實施前           |
| ---------- | ------------- | ---------------- |
| 青海一丁目 | 2009年11月1日 | 青海一丁目       |
| 青海二丁目 | 2009年11月1日 | 青海二丁目一部分 |
| 青海三丁目 | 2009年11月1日 | 青海二丁目一部分 |
| 青海四丁目 | 2009年11月1日 | 青海二丁目一部分 |

## 交通
- 臨海線：東京電訊港站
- 百合鷗號：青海站、電訊中心站、東京國際郵輪碼頭站
- 東京都觀光汽船：調色板城碼頭（水上巴士。船之科學前碼頭現在不使用）

## 設施

調色盤城大摩天輪

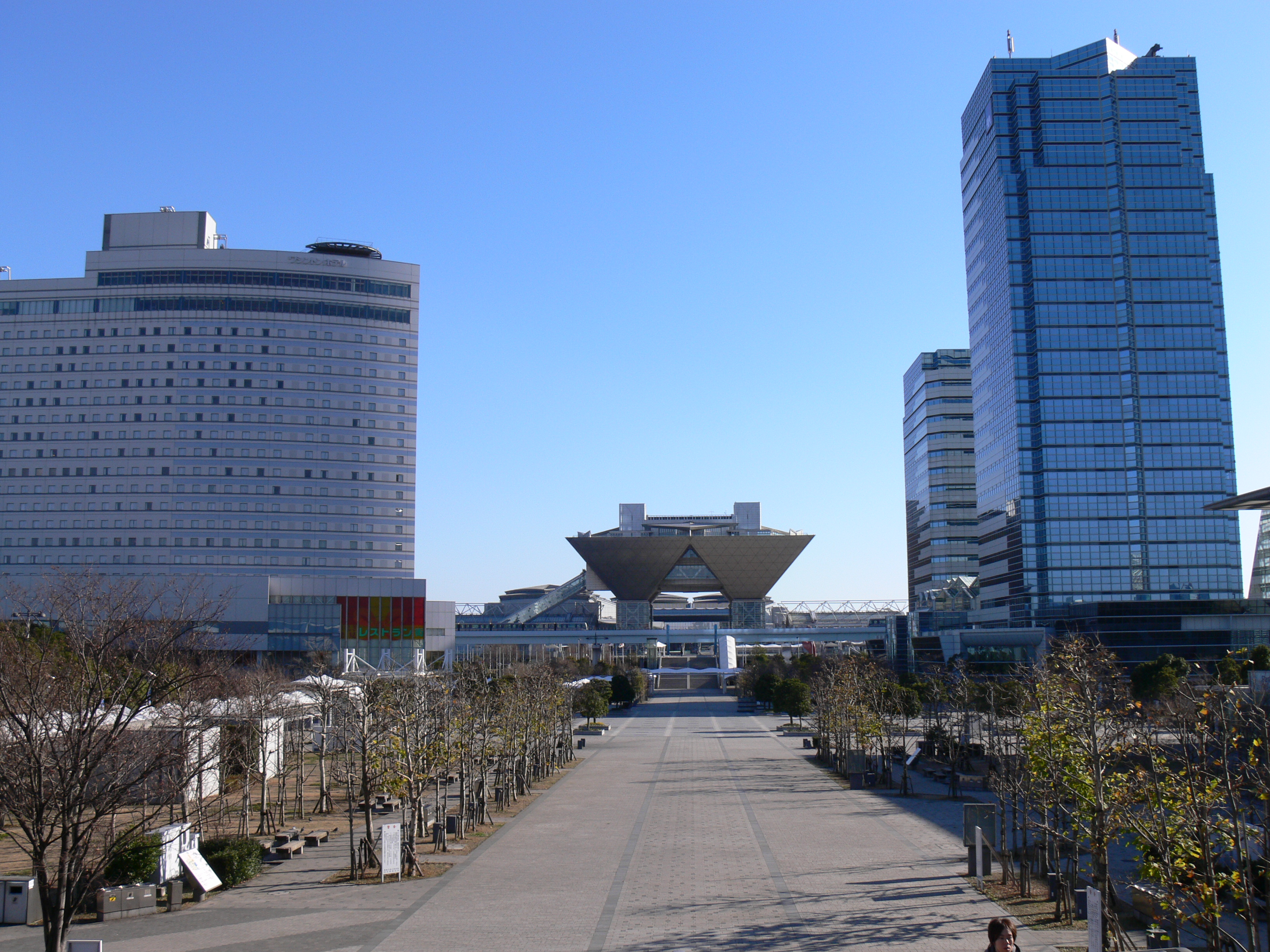
Symbol Promenade公園

### 一丁目
- DiverCity Tokyo（日语：ダイバーシティ東京）
  - DiverCity Tokyo Plaza
  - DiverCity Tokyo Office Tower
- 調色板城（パレットタウン）
  - 維納斯城堡（ヴィーナスフォート）
  - Zepp Tokyo
  - MEGAWEB（日语：MEGAWEB）
  - 東京Leisure Land調色板城店（日语：東京レジャーランドパレットタウン店）
  - 調色板城大摩天輪
- 水之廣場公園（日语：水の広場公園）
- Symbol Promenade公園（日语：シンボルプロムナード公園）
  - 夢之大橋（夢の大橋）
  - 電訊港橋（日语：テレポートブリッジ）
- 東京臨海高速鐵道
- 明美橋（日语：あけみ橋）
- 青海橋（日语：青海橋）
- 有明橋（日语：有明橋）

### 二丁目
- 日本科學未来館
- 東京國際交流館
- 大江戶溫泉物語
- 電訊中心（テレコムセンター）
- 富士電視台灣岸攝影棚
- 青海Frontier大樓（青海フロンティアビル）：青海Frontier大樓是東京都間接出資的第三部門房地產開發商東京電訊港中心（日语：東京テレポートセンター）（Tokyo Teleport Center）在鄰近地區擁有的辦公大樓產業之一，包括運動專門電視頻道J SPORTS、大型海洋工程承包商東洋建設（日语：東洋建設），與東京港各碼頭區的管理公司東京港埠頭公司（東京港埠頭株式会社）都是該大樓的主要租戶。
- TIME24大樓（タイム24ビル）：由東京都與一些私人企業持股的東京Big Sight股份公司（株式会社東京ビッグサイト）旗下所管理的辦公大樓產業之一，大樓名稱源自被東京Big Sight吸收合併的前身、TIME24公司（株式会社タイム二十四）。主要租戶包括了富士通集團旗下的數位資料儲存服務子公司富士通FIP（日语：富士通エフ・アイ・ピー）等企業。

富士通FIP
- the SOHO
- 產業技術總合研究所
- 東京灣岸警察署
- 東京港灣合同廳舍
- 東京都立產業技術研究中心
- 海上保安廳海洋情報部廳舍
- 青海北埠頭公園
- 青海南埠頭公園
- 青海客船總站

### 三丁目
- 青海貨櫃埠頭
- 曉埠頭公園

### 四丁目
- 曉埠頭公園
- 青海中央埠頭公園
- 青海綠道公園

另有許多倉庫設施。
江東區與大田區目前正在爭奪中央防波堤內側掩埋場的歸屬權，在該區域的歸屬尚未判明之前，所有位於此區的設施之地址都暫時標駐為「江東區青海三丁目地先」。

## 自然
1946年至1970年，東京都利用家庭廢棄物填海造陸形成此地，並設置許多大面積公園，其中樹木較多的公園（Symbol Promenade公園、青海南埠頭公園等）可見野鳥棲息。此外，面海的公園設有「釣區」。

## 備註
1. ↑  江東区の世帯と人口（住民基本台帳による） 区民部区民課 平成25年8月1日現在[]
2. ↑  2011年（平成23年）3月11日総務省告示第80号「住居表示を実施した件」
3. ↑  平成21年11月1日付住居表示の実施について 的存檔，存档日期2013-06-29.
4. ↑  江東区の地名由来 的存檔，存档日期2013-07-19.
5. ↑  東京都臨海域における埋立地造成の歴史, 遠藤毅, Journal of Geography, 113(6), pp. 785-801, 2004 (PDF)PDF
6. ↑  .   [2013-07-21]. （原始内容存档于2021-02-15）.
7. ↑  .   [2013-07-21]. （原始内容存档于2021-02-15）.

## 外部連結
- 東京御台場.net （页面存档备份，存于）
- 江東區官方網站 （页面存档备份，存于）

Template:東京臨海副都心景點